# Friedrich Philippi (Richter)

Friedrich Philippi (1880)

Friedrich Arnold Philippi  (* 4. September 1859 in Hamburg; † 7. März 1938 ebenda) war ein deutscher Reichsgerichtsrat und liberaler Politiker in Hamburg.

## Leben
Nach dem Besuch der Gelehrtenschule des Johanneums studierte Philippi von 1878 bis 1881 Rechtswissenschaften in Heidelberg und wurde promoviert. 1881 wurde er vereidigt. Nach dem bestandenen zweiten Staatsexamen hatte er einen Aufenthalt in England und wurde 1885 Rechtsanwalt in Hamburg. 1887 wurde er Landrichter in Hamburg. 1899 ernannte man ihn zum Oberlandesgerichtsrat. Von 1906 bis 1912 war er Mitglied der Hamburgischen Bürgerschaft in der Fraktion der Vereinigten Liberalen. Er war Mitglied der Fortschrittlichen Volkspartei. 1912 kam er zum Reichsgericht in den I. Zivilsenat. Zum Neujahrstag 1914 wechselte er in den II. Zivilsenat. Am 1. März 1918 trat er aus dem Reichsgericht aus und wurde Senatspräsident beim Oberlandesgericht in Hamburg. In der Novemberrevolution wurde er von Soldaten heimgesucht. 1920 wurde er pensioniert.

## Familie
Sein Vater war der Bankier Hermann Philippi. Sein Ur-Urgroßvater war Alexander David. Er heiratete 1896 Annita Eggert, eine Tochter von Carl Eggert. Er war der Cousin von Friedrich Philippi und Heinrich Ludwig Philippi.